# Aldeyjarfoss
Aldeyjarfoss este o cascadă situată în partea de nord a Islandei, în partea de nord a drumului Sprengisandur, ceea ce înseamnă că ea poate fi găsită cu ușurință în Platoul Islandez. 
Una dintre importantele caracteristici ale acestei cascade este contrastul puternic dintre coloanele de bazalt negre-maronii și apa care cade, având o nuanță alburie. De aceea, ea se aseamănă cu cascada Svartifoss din Parcul Național Skaftafell. Râul Skjálfandafljót cade de la o înălțime de 20 de metri. Bazaltul provine dintr-un câmp bazaltic alcătuit din lavă întărită, numit Frambruni sau Suðurárhraun, cele două fiind cuvintele islandeze pentru lavă.